# ドイツの世界遺産
ドイツの世界遺産はユネスコの世界遺産に登録されているドイツ国内の文化・自然遺産の一覧。

## 文化遺産
- アーヘン大聖堂 - (1978年)
- シュパイヤー大聖堂 - (1981年)
- ヴュルツブルク司教館、その庭園群と広場 - (1981年)
- ヴィースの巡礼教会 - (1983年)
- ブリュールのアウグストゥスブルク城と別邸ファルケンルスト - (1984年)
- ヒルデスハイムの聖マリア大聖堂と聖ミカエル教会 - (1985年)
- トリーアのローマ遺跡群、聖ペテロ大聖堂及び聖母マリア教会 - (1986年)
  - ポルタ・ニグラ
- ハンザ同盟都市リューベック - (1987年)
  - ホルステン門
- ポツダムとベルリンの宮殿群と公園群 - (1990年、1992年拡大、1999年拡大)
- ロルシュの大修道院とアルテンミュンスター - (1991年)
- ランメルスベルク鉱山、歴史都市ゴスラーとオーバーハルツ水利管理システム - (1992年、2012年拡大)
- バンベルク市街 - (1993年)
- マウルブロン修道院の建造物群 - (1993年)
- クヴェートリンブルクの聖堂参事会教会、城と旧市街 - (1994年)
- フェルクリンゲン製鉄所 - (1994年)
- ケルン大聖堂 - (1996年)
- ヴァイマルとデッサウのバウハウスとその関連遺産群 - (1996年)
- アイスレーベンとヴィッテンベルクにあるルター記念建造物群 - (1996年)
- 古典主義の都ヴァイマル - (1998年)
- ベルリンのムゼウムスインゼル(博物館島) - (1999年)
- ヴァルトブルク城 - (1999年)
- デッサウ・ヴェルリッツの庭園王国 - (2000年)
- 僧院の島ライヒェナウ - (2000年)
- エッセンのツォルフェアアイン炭鉱業遺産群 - (2001年)
- ライン渓谷中流上部 - (2002年)
- シュトラールズント歴史地区とヴィスマール歴史地区 - (2002年)
- ブレーメンのマルクト広場の市庁舎とローラント像 - (2004年)
- ドレスデン・エルベ渓谷 - (2004年～2009年)
- レーゲンスブルクの旧市街とシュタットアムホーフ - (2006年)
- ベルリンのモダニズム集合住宅群 - (2008年)
- ムスカウ公園 - (2004年)[注釈 1]
- ローマ帝国の国境線 - (2005年拡張分)
- アルプス山脈周辺の先史時代の杭上住居群 - (2011年)[注釈 2]
- アルフェルトのファグス工場 - (2011年)
- バイロイト辺境伯歌劇場 - (2012年)
- ベルクパルク・ヴィルヘルムスヘーエ - (2013年)
- コルヴァイのカロリング期ヴェストヴェルクとキウィタス - （2014年）
- ハンブルクの倉庫街とチリハウスを含む商館街 - （2015年）
- ル・コルビュジエの建築作品-近代建築運動への顕著な貢献- - (2016年)
  - ヴァイセンホーフ・ジードルングの住宅
- シュヴァーベンジュラにある洞窟群と氷河期の芸術 - （2017年）
- ヘーゼビューとダーネヴィアケの考古学的境界線群 - （2018年）
- ナウムブルク大聖堂 -（2018年）
- エルツ山地（クルスナホリ）鉱業地域 -（2019年）[注釈 3]
- アウクスブルクの水管理システム -（2019年）
- ローマ帝国の国境線-ドナウのリーメス（西部分） -（2021年）[注釈 4]
- ヨーロッパの大温泉保養都市群 -（2021年）[注釈 5]
- ダルムシュタットのマティルデの丘 -（2021年）
- シュパイアー、ヴォルムス、マインツのユダヤ人共同体遺跡群 -（2021年）
- ローマ帝国の国境線-ゲルマニア・インフェリオルのリーメス -（2021年）[注釈 6]

## 自然遺産
- メッセル採掘場の化石発掘現場 - (1995年)
- ワッデン海 - (2009年・2014年)[注釈 7]
- カルパティア山脈とヨーロッパ各地の古代及び原生ブナ林 - (2007年・2011年・2017年・2021年)[注釈 8]

## 複合遺産
なし

## 地域別

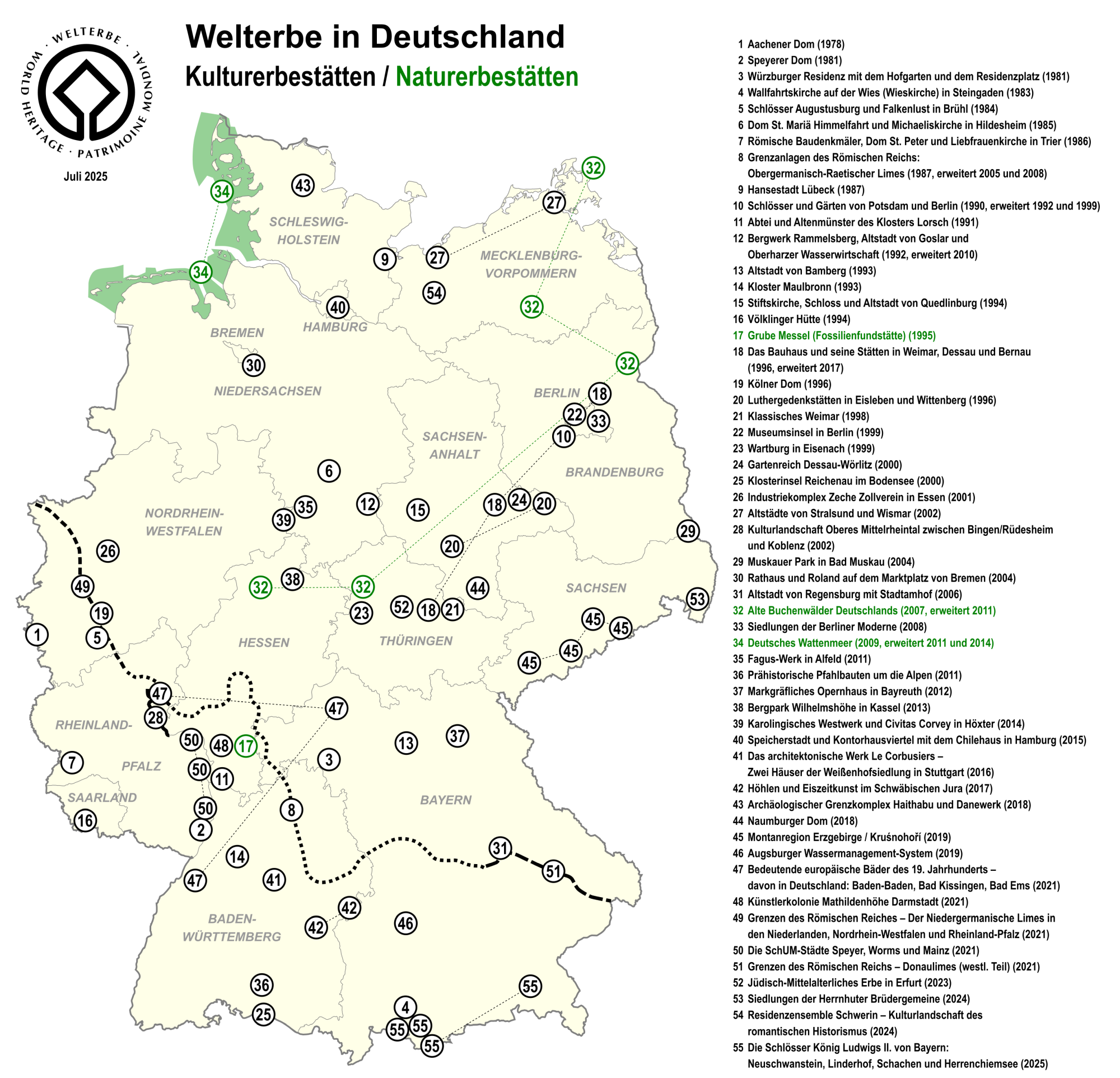
2021年8月現在の世界遺産所在地

### ザクセン州
- ドレスデン・エルベ渓谷 - (2004年～2009年)
- ムスカウアー公園 - (2004年)
- エルツ山地（クルスナホリ）鉱業地域 -（2019年）

### ザクセン＝アンハルト州
- クヴェートリンブルクの聖堂参事会教会、城と旧市街 - (1994年)
- アイスレーベンとヴィッテンベルクにあるルター記念建造物群 - (1996年)
  - ルター・ホール（英語版）
  - メランヒトンの家（英語版）
  - 町の教会（英語版）
  - 城付属聖堂（ドイツ語版）
- ヴァイマルとデッサウのバウハウスとその関連遺産群 - (1996年)
- デッサウ・ヴェルリッツの庭園王国 - (2000年)
- ナウムブルク大聖堂 -（2018年）

### ザールラント州
- フェルクリンゲン製鉄所 - (1994年)

### シュレースヴィヒ＝ホルシュタイン州
- ハンザ同盟都市リューベック - (1987年)
- ワッデン海 - (2009年、2014年拡大)
- ヘーゼビューとダーネヴィアケの考古学的境界線群 -（2018年）

### テューリンゲン州
- アイスレーベンとヴィッテンベルクにあるルター記念建造物群 - (1996年)
  - マルティン・ルターの生家（英語版）
  - マルティン・ルター晩年の家（英語版）
- 古典主義の都ヴァイマル - (1998年)
- ヴァルトブルク城 - (1999年)

### ニーダーザクセン州
- ヒルデスハイムの聖マリア大聖堂と聖ミカエル教会 - (1985年)
- ランメルスベルク鉱山、歴史都市ゴスラーとオーバーハルツ水利管理システム - (1992年、2010年拡大)
- ワッデン海 - (2009年、2014年拡大)
- アルフェルトのファグス工場 - (2011年)

### ノルトライン＝ヴェストファーレン州
- アーヘン大聖堂 - (1978年)
- ブリュールのアウグストゥスブルク城と別邸ファルケンルスト - (1984年)
- ケルン大聖堂 - (1996年)
- エッセンのツォルフェライン炭坑業遺産群 - (2001年)
- コルヴァイのカロリング期ヴェストヴェルクとキウィタス - (2014年)

### バイエルン州
- ヴュルツブルク司教館、その庭園群と広場 - (1981年)
- ヴィースの巡礼教会 - (1983年)
- バンベルクの町 - (1993年)
- レーゲンスブルクの旧市街とシュタットアムホーフ - (2006年)
- アルプス山脈周辺の先史時代の杭上住居群 - (2011年)
- バイロイト辺境伯歌劇場 - (2012年)
- アウクスブルクの水管理システム - (2019年)
- ローマ帝国の国境線＝ドナウのリーメス（西部分） -（2021年、ほか2か国と共有）
- ヨーロッパの大温泉保養都市群 -（2021年）
  - バート・キッシンゲン

### バーデン＝ヴュルテンベルク州
- マウルブロンの修道院群 - (1993年)
- 僧院の島ライヒェナウ - (2000年)
- アルプス山脈周辺の先史時代の杭上住居群 - (2011年)
- ル・コルビュジエの建築作品-近代建築運動への顕著な貢献-（ほか6か国と共有）-(2016年)
  - ヴァイセンホフ・ジードルングの住宅
- シュヴァーベンジュラにある洞窟群と氷河期の芸術 - （2017年）
- ヨーロッパの大温泉保養都市群 -（2021年）
  - バーデン＝バーデン

### ハンブルク
- ワッデン海 - (2009年、2014年拡大)
- ハンブルクの倉庫街とチリハウスを含む商館街 - （2015年）

### ブランデンブルク州
- ポツダムとベルリンの宮殿群と公園群 - (1990年、1992年拡大、1999年拡大)
  - サンスーシ宮殿と庭園
  - 新庭園（ノイアーガルテン）（英語版）、大理石宮殿（英語版）、ツェツィーリエンホーフ宮殿
  - バーベルスベルク宮殿（英語版）と庭園

### ブレーメン
- ブレーメンのマルクト広場の市庁舎とローラント像 - (2004年)
- ワッデン海 - (2009年、2014年拡大)

### ヘッセン州
- ロルシュの大修道院とアルテンミュンスター - (1991年)
- メッセル・ピットの化石地域 - (1995年)
- ライン渓谷中流上部 - (2002年)
- ベルクパルク・ヴィルヘルムスヘーエ - (2013年)
- ダルムシュタットのマティルデの丘 -（2021年）

### ベルリン
- ポツダムとベルリンの宮殿群と公園群 - (1990年、1992年拡大、1999年拡大)
  - グリーニケ宮殿（ドイツ語版）と庭園
  - グリーニケ市民公園
  - ニコルスコエ地区
  - 孔雀島（英語版）
  - ベトヒャーベルク（ドイツ語版）
  - グリーニケ狩猟館（英語版）
- ベルリンのムゼウムスインゼル(博物館島) - (1999年)
- ベルリンのモダニズム集合住宅群 - (2008年)

### メクレンブルク＝フォアポンメルン州
- シュトラールズント歴史地区とヴィスマール歴史地区 - (2002年)

### ラインラント＝プファルツ州
- シュパイヤー大聖堂 - (1981年)
- トリーアのローマ遺跡群、聖ペテロ大聖堂及び聖母マリア教会 - (1986年)
- ライン渓谷中流上部 - (2002年)
- シュパイアー、ヴォルムス、マインツのユダヤ人共同体遺跡群 -（2021年）
- ヨーロッパの大温泉保養都市群 -（2021年）
  - バート・エムス